# Patricio Domínguez Alonso
Patricio Domínguez Alonso (Madrid, 20 de enero de 1964-Ibidem, 15 de noviembre de 2013), fue un paleontólogo español, gran amante de la astronomía y divulgador científico.

## Trayectoria
Doctor en Ciencias Biológicas (1999) y especialista en Biología Evolutiva fue profesor de Paleontología en la Facultad de Ciencias Geológicas de la UCM. Miembro del Instituto de Geociencias (CSIC-UCM) desde su creación, estaba integrado en la línea de Investigación del Centro “Episodios críticos en la historia de la Tierra”. Su trabajo de investigación se centró en el origen de los vertebrados, evolución temprana de aves y estudios sobre el cuaternario en el Cáucaso. Para ello desarrolló estancias de investigación en Reino Unido, Estados Unidos, Brasil, Armenia, China y Honduras.  
Sus primeras investigaciones versaron sobre el origen y evolución de los Deuterostomos, tema de su tesis doctoral, sobre el que publicó numerosos trabajos referentes a fósiles del Paleozoico inferior.
Durante su permanencia en el Natural History Museum de Londres (2000-2004), colaboró con el departamento de Paleontología bajo la dirección del Prof. R. Jefferies y de la Prof. A. Milner, primero como becario postdoctoral y después como investigador del propio museo, donde desarrolló y perfeccionó técnicas avanzadas de análisis de imagen, obtenida mediante microtomografía de alta resolución y reconstrucción 3D, siendo pionero en su aplicación al estudio conservador de restos fósiles, lo que permitía su estudio sin provocar el menor daño al espécimen. El desarrollo de estas técnicas y su aplicación a la investigación, permitieron a Domínguez un despliegue de líneas de investigación. En la actualidad estas técnicas se han convertido en un estándar en los estudios paleontológicos.
Inicialmente aplicó estas técnicas al análisis de Equinodermos fósiles del Paleozoico inferior y amplió sus investigaciones al estudio de la anatomía comparada de la evolución y desarrollo del cráneo de los vertebrados. Proporcionó el primer modelo en tres dimensiones del cerebro y oído interno del ejemplar de Londres de Archaeopteryx y la inferencia, a través del mismo, del conocimiento de sus habilidades motrices. En el trabajo, “The avian nature of the brain and inner ear of Archaeopteryx”, sobre las características de Archaeopteryx, Domínguez y colaboradores muestran que éste dinosaurio aviano tenía un gran sentido de la orientación y era capaz de realizar delicadas maniobras de vuelo, debido a la semejanza anatómica entre su cerebro y el de las aves modernas. Este trabajo, publicado en el año 2004 en la revista Nature, fue seleccionado al año siguiente por la Enciclopedia Británica como una de las cinco publicaciones más relevantes en Zoología de ese año. Posteriormente Domínguez continuó su colaboración con el Natural History Museum como permanent visitor, con estancias anuales periódicas.
Estas aportaciones representaron al núcleo de trabajo por el que obtuvo su plaza como investigador, dentro del Programa Ramón y Cajal del Ministerio de Educación y Ciencia (2003), haciéndose merecedor del reconocimiento de trayectoria investigadora destacada según los requisitos de calidad y actividad científico-tecnológica aplicados a los investigadores de dicho programa (2007). Desarrolló su trabajo en el Departamento de Paleontología de la Universidad Complutense de Madrid, entre 2003 y 2008 y posteriormente, por concurso-oposición fue nombrado Contratado Doctor del Departamento de Paleontología de la Facultad de Ciencias Geológicas de la Universidad Complutense de Madrid en 2008 y en el que desarrollaba sus tareas docentes e investigadoras.
Simultáneamente, colaboró en el Conjunto de Yacimientos de la Sierra de Atapuerca, dirigidos por J.L Arsuaga, como contratado mediante dotaciones especiales postdoctorales entre 2000 y 2004 y como miembro del equipo de investigación hasta 2006, tanto en las excavaciones arqueológicas como en el Laboratorio de Evolución Humana, bajo la dirección de J.M. Carretero, siendo responsable científico de dos proyectos de dotación tecnológica para el Centro. También participó activamente en la difusión y divulgación de las investigaciones de Atapuerca colaborando en la elaboración del CD ROM “Explorando el Mundo de Atapuerca (2000)” y como editor de la página web de la Universidad Complutense de Madrid: “Atapuerca a World Heritage site (2004)”.
Desde 2001 colaboraba en el Proyecto de Investigación de las Cuevas de Azokh (NKR), en el Cáucaso, donde se había descubierto una abundante fauna de vertebrados, así como restos fósiles humanos de edad Pleistoceno medio a Holoceno. La posición geográfica de esta localidad, en una estratégica ruta migratoria entre el subcontinente africano y Eurasia, confiere a este yacimiento una importancia notable.
Junto a los investigadores principales, T. King, L. Yepiskosposyan y Y. Fernández, P. Domínguez participaba como director técnico de la excavación, siendo responsable de los equipos de trabajo, seguridad e higiene, estudios paleontológicos, geológicos y topográficos, así como formación de estudiantes locales e internacionales. Colaboró también con diferentes trabajos en el Instituto del Hombre (Ereván, Armenia).
Durante su trayectoria profesional publicó más de setenta artículos tanto en revistas, la mayoría de impacto, como en libros y que han generado hasta el momento 323 citas. 
Participó en más de ochenta congresos y fue ponente y conferenciante invitado en numerosos congresos, tanto nacionales como internacionales.

## Aficiones
Como aficionado a la Astronomía sentía predilección por la fotografía planetaria y la geología lunar. Comprometido con la divulgación científica de la astronomía, ofreció numerosos cursos y conferencias en universidades, institutos y asociaciones. Conocido como "Arbacia" en el mundo astronómico amateur, desde 2006 había organizado los encuentros anuales de aficionados a la observación astronómica de Navas de Estena (Montes de Toledo) y en Las Majadas (Sierra de Cuenca) que lograron reunir en estos municipios castellanos-manchegos a centenares de aficionados procedentes de todo el territorio de nuestro país. Desde 2008 era Presidente de la Asociación Astronómica AstroHenares.
El Asteroide 128474 ha sido bautizado por su descubridor (Rafael Ferrando) como Asteroide Arbacia en su memoria.

## Obra
(Selección)
- Gil Cid, M.D. y Domínguez Alonso, P. (1995) «Gyrocystis cruzae, una nueva especie de Cincta (Echinodermata Carpoidea) del Cámbrico Medio de El Ferredal de Quintana (Asturias, España)». Boletín Geológico y Minero, 106(6): 517-531
- Domínguez Alonso, P.; Escribano Ródenas, M.; Silván Pobes, E. y Gil Cid, M. D. (1996) «Bohemiaecystis jefferiesi n. sp.; primer Cornuta para el Ordovícico español». Estudios geológicos, 52(5-6): 313-326
- Gil Cid, M. D.; Domínguez Alonso, P.; Cruz González, M. C. y Escribano Ródenas, M. (1996) «Nuevo Macrocystellidae (Echinodermata, Cystoidea Rhombifera) para el Ordovícico español». Estudios Geológicos, 52(3-4): 175-183
- Gil Cid, M. D.; Domínguez Alonso, P.; Escribano Ródenas, M. y Silván Pobes, E. (1996) «Un nuevo Rombífero, Homocystites geyeri n. sp. , en el Ordovícico de El Viso del Marqués (C. Real) Archivado el 21 de junio de 2012 en Wayback Machine.». Geogaceta, 20: 235-239
- Gil Cid, M. A.; Domínguez Alonso, P. y Silván Pobes, E. (1998) «Coralcrinus sarachagae gen. nov. sp. nov., primer crinoide (Disparida, Inadunata) descrito en el Ordovícico medio de Sierra Morena». Coloquios de Paleontología, 49: 115-128
- Domínguez, P.; Jacobson, A. G.y Jefferies, R. P. S. (2002) «Paired gill slits in a fossil with a calcite skeleton». Nature, 417: 841-844 doi 10.1038/nature00805
- Domínguez Alonso, P. y Gil Cid, M. D. (2002) «Ubaghsicystis segurae nov. gen. y sp., nuevo Eocrinoide (Echinodermata) del Cámbrico Medio del Norte de España». Coloquios de Paleontología, 53: 21-32
- Clack, J. A.; Ahlberg, P. E.; Finney, S. M.; Domínguez Alonso, P.; Robinson, J. y Ketcham, R. A. (2003) «A uniquely specialized ear in a very early tetrapod». Nature, 425: 65-69 doi 10.1038/nature01904
- Domínguez Alonso, P. (2004) Sistemática, anatomía, estructura y función de Ctenocystoidea (Echinodermata, Carpoidea) del Paleozoico Inferior. Universidad Complutense de Madrid. Tesis doctoral.
- Domínguez Alonso, P.; Milner, A. C.; Ketcham,  R. A.; Cookson, M. J. y Rowe, T. B. (2004) «The avian nature of the brain and inner ear of Archaeopteryx». Nature, 430: 666-669 doi 10.1038/nature02706
- Fernández Jalvo, Y.; King, T.; Andrews, P.; Yepiskoposyan, L.; Moloney, N.; Murray, J.; Domínguez Alonso, P.; Asryan, L.; Ditchfield, P.; Made, J. van der; Torres, T.; Sevilla, P.; Nieto Díaz, M.; Cáceres, I. Allué, E.; Marín Monfort, M. D. y Sanz Martín, T. (2010) «The Azokh Cave complex: Middle Pleistocene to Holocene human occupation in the Caucasus». Journal of Human Evolution, 58(1): 103-109 doi 10.1016/j.jhevol.2009.07.005